# Verbandsgemeinde Schweich an der Römischen Weinstraße
La comunidad administrativa de Schweich an der Römischen Weinstraße (Verbandsgemeinde Schweich en la Ruta del Vino Romano) está ubicada en el Distrito de Tréveris-Saarburg en Renania-Palatinado, Alemania. La capital es Schweich. Se encuentra en el noreste de Tréveris y consta de la ciudad de Schweich y los 18 Ortsgemeinden ("municipios locales") de Bekond, Detzem, Ensch, Fell, Föhren, Kenn, Klüsserath, Köwerich, Leiwen, Longen, Longuich, Mehring, Naurath, Pölich, Riol, Schleich, Thörnich y Trittenheim.

## Geografía

### Municipios asociados
La lista contiene los escudos de armas, los nombres de los municipios, las áreas distritales, a modo de ejemplo las cifras de población de 1950, así como las cifras de población actuales:
| Municipio                        | Área (km²) | Población (1950) | Población (31 de diciembre de 2019) |
| -------------------------------- | ---------- | ---------------- | ----------------------------------- |
| Bekond                           | 3,81       | 591              | 953                                 |
| Detzem                           | 5,56       | 658              | 607                                 |
| Ensch                            | 6,83       | 532              | 456                                 |
| Fell                             | 15,73      | 1.843            | 2.421                               |
| Föhren                           | 9,79       | 1.903            | 2.906                               |
| Kenn                             | 3,88       | 960              | 2.745                               |
| Klüsserath                       | 11,70      | 1.239            | 1.058                               |
| Köwerich                         | 2,31       | 375              | 375                                 |
| Leiwen                           | 12,71      | 1.360            | 1.547                               |
| Longen                           | 0,97       | 135              | 114                                 |
| Longuich                         | 8,82       | 1.069            | 1.309                               |
| Mehring                          | 22,37      | 1.774            | 2.418                               |
| Naurath (Eifel)                  | 5,18       | 367              | 353                                 |
| Pölich                           | 3,20       | 331              | 481                                 |
| Riol                             | 6,31       | 688              | 1.266                               |
| Schleich                         | 1,59       | 225              | 239                                 |
| Schweich                         | 31,09      | 4.597            | 7.848                               |
| Thörnich                         | 2,49       | 229              | 199                                 |
| Trittenheim                      | 10,10      | 1.389            | 1.049                               |
| VG Schweich an der Röm. Weinstr. | 164,50     | 20.265           | 28.344                              |